# Musaranya cuallarga de Sri Lanka
La musaranya cuallarga de Sri Lanka (Crocidura miya) és una espècie de musaranya endèmica de Sri Lanka, on viu a altituds d'entre 330 i 2.310 msnm.